# Пасинча бесіда
Пасинча бесіда (д.-рус. Пасынчъа бєсѣда) — місцевість, кут або майдан (за різними версіями), у стародавньому Києві, на Подолі. Згадується у Повісті временних літ під 945 роком, як місце розташування церкви святого Іллі — найдавнішого християнського храму Русі відомого за письмовими джерелами.

## Етимологія
Посесивне словосполучення, перша частина якого пояснюється як «privignus», утворена за допомогою суфіксу *-j(a) від пасынъкъ «дружинник», що сягає слова пасати «опоясувати мечем» — тобто посвящати у дружинники, подібно до посвячення у лицарі в Західній Європі. За іншою версією, пасинками могли називати молодших дружинників — неповноправних синів командного складу від наложниць, подібних до західноєвропейських бастардів. За думкою О. Прицака, слово «пасинч» походить від тюркського «bas-inč», яке можливо означає «сборщик податків», та позначало працівника хозарської митниці.
Друга частина словосполучення — від давньоруського бесѣда «сідалище, місце сидіння». За думкою О. Прицака «бесіда», є калькою тюркського слова qonaq/qonuq, одно із значень якого — «місце, де селяться», «готель, резиденція». Згідно з Прицаком, у літопису «бесіда» повинно означати «офіційна резиденція».
Відповідно до наведеного вище, Пасинча бесіда розуміється, як місце зборів молодших дружинників (пасинків). Також є версії, що Пасинча бесіда могло означати «місце сходів, народного віча», або могло бути назвою вічевої пастушої площі. За думкою О. Прицака назва Пасинча бесіда означає «офіційна резиденція митного чиновника, митника» (хозарського)

## Історія
Пасинча бесіда згадується у Повісті временних літ під 945 роком у фрагменті де змальована присяга дружини Ігоря дотримуватись умов мирного договору, який був заключений перед цим з греками. Язичницьку частину дружини Ігор водив присягати — разом з грецькими послами — на пагорб «де стояше Перун», а християнську — у церкву святого Іллі. Поясняючи читачеві місце розташування Іллінскої церкви, яка вочевидь вже не існувала на час складання літопису (кінець XI — початок XII століть), літописець пише, що вона стояла над Ручаєм в кінці Пасинчої бесіди та Козарє — «а хрестеяную русь водиша ротЂ в церкви святаго Ильи, яже есть надъ Ручаемъ, конець ПасынъчЂ бесЂды, и козарЂ».

## Розташування

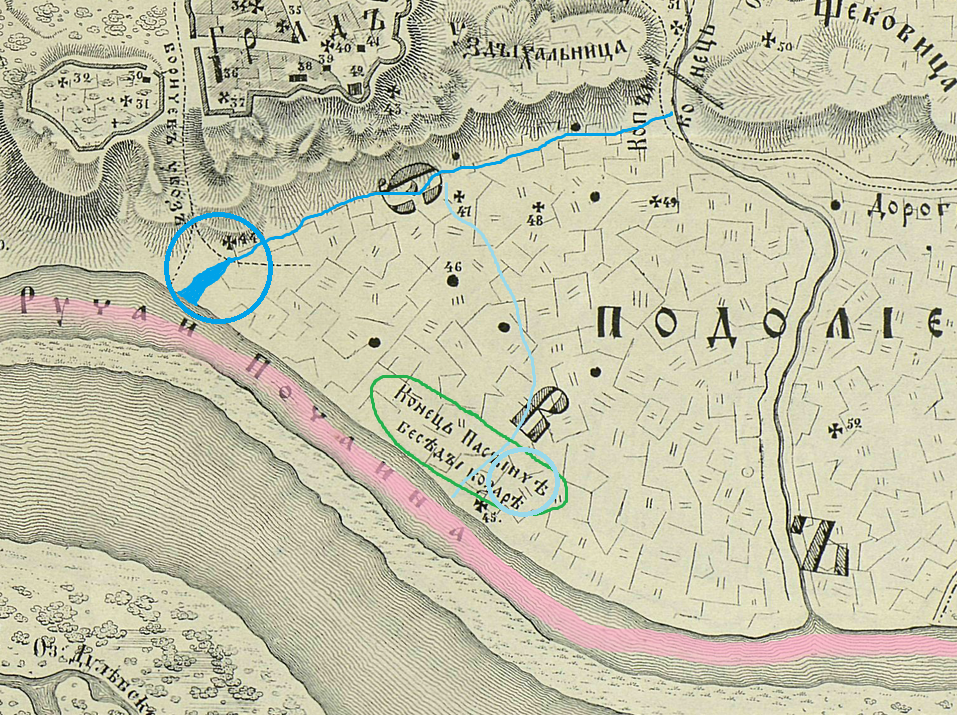
Варіанти розташування Пасинчої бесіди: Бірюзове коло — Пасинча бесіда і Козарє відповідно до ручаю під горою. Світло-бірюзове коло — Пасинча бесіда за Л. Махновцем. Окреслене зеленим — Пасинча бесіда і Козарє за М. Закревським.
Бірюзовим кольором позначено давній ручай під схилами Старокиївської (Андріївської) гори (орієнтовно); Світло-бірюзовим — Борисоглібський ручай (орієнтовно). Рожевим позначене русло Почайни.

Як випливає з тексту літопису, розташування Пасинчої бесіди тісно пов'язане з розташуванням Ручая та Іллінської церкви. В залежності від того, як дослідники рішали ці питання, відповідно вони й локалізовували Пасинчу бесіду. М. Закревський вважав, що Ручаєм у давнину називали Почайну (рукав Дніпра, що протікав Подолом до 19 століття), церкву святого Іллі він при цьому розташовував на тому ж місці, де стоить сучасна Іллінська церква (вул. Почайнинська, 2, збудована у XVII столітті). Відповідно Пасинча бесіда отримувала місце біля правого берегу Почайни (зараз — правий берег Дніпра в районі Подолу).

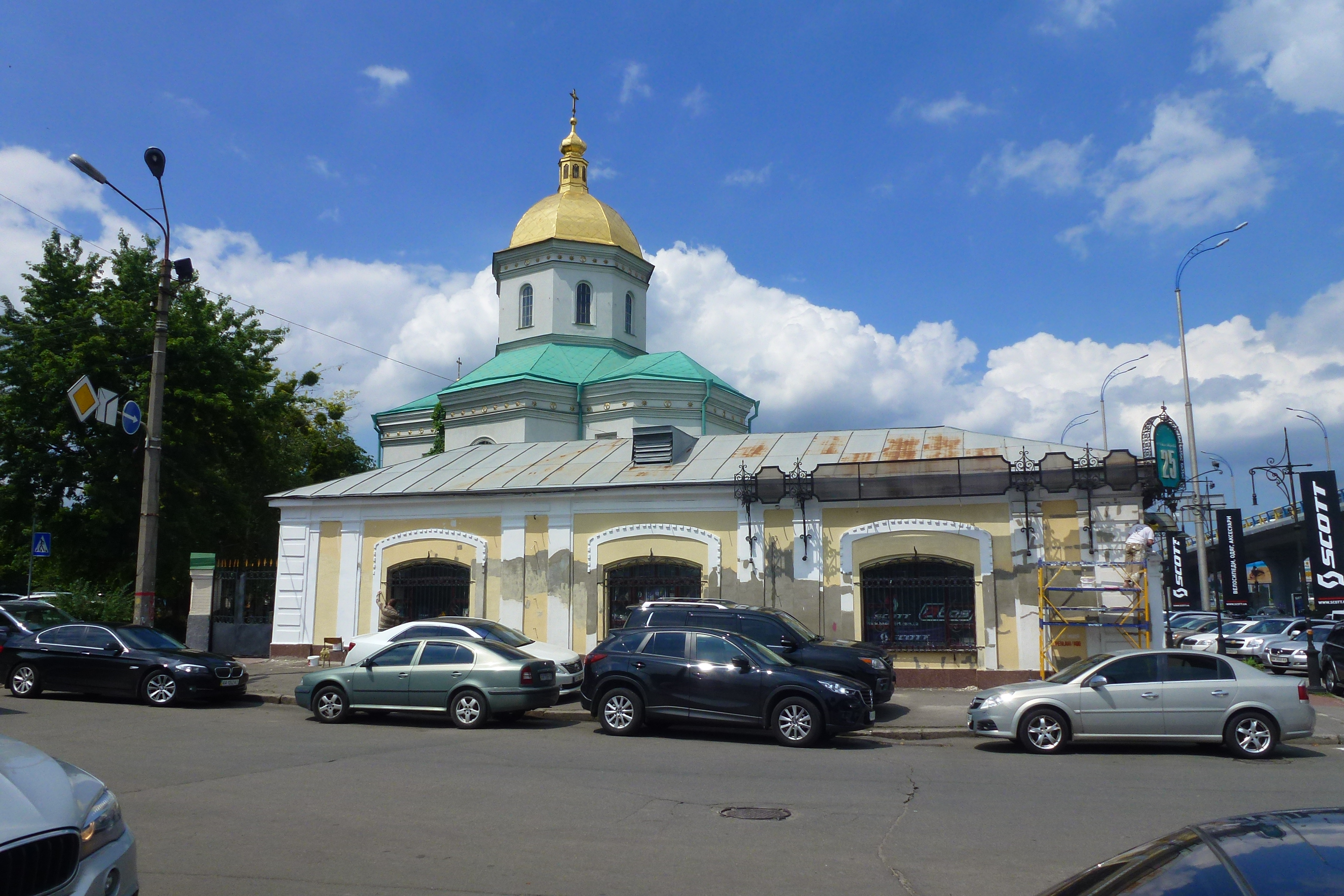
Іллінська церква 1692 року. За думкою деяких дослідників, стоить на місці давньої церкви св. Іллі, що була над Ручаєм, в кінці Пасинчої бесіди

Л. Махновець, погоджуючись з Закревським щодо Іллінської церкви, ототожнював Ручай з так званим Борисоглібським ручаєм. Останній мав витік з Старокиївської гори, проходив недалеко від верхньої частини Боричевого узвозу (за Махновцем розташовувався по трасі сучасного Андріївського узвозу, існують інші версії локалізації Боричевого узвозу), потім йшов повз Покровську церкву, по кварталах сучасних Андріївської, Борисоглібської та Іллінської вулиць, де впадав у Почайну. Разом з іншими струмками Подолу він був закритий у дерев'яний колектор ще до початку XIX століття. Відповідно, за Махновцем, Пасинча бесіда була вздовж правого берегу Почайни, й одночасно вздовж лівого берегу Ручая (біля устя), у районі з'єднання вулиць Іллінської, Почайнинської та Набережно-Хрещатицької.
На думку М. Сагайдака, Ручаєм був давній ручай, що протікав під схилами Старокиївської гори, русло якого було досліджено в 1975 році. Він впадав в Почайну ймовірно в районі сучасної Поштової площі, в тому місці, де на плані Києва 1695 року показаний великий незабудований майданчик між міськими оборонними стінами і правим берегом Почайни. Саме цей незабудований майданчик М. Сагайдак вважає Пасинчою бесідою, церкву святого Іллі він локалізує, за Е. Остромисленським, на місці де пізніше було збудовано церкву Різдва.